# ضارب واحد (تدخين)

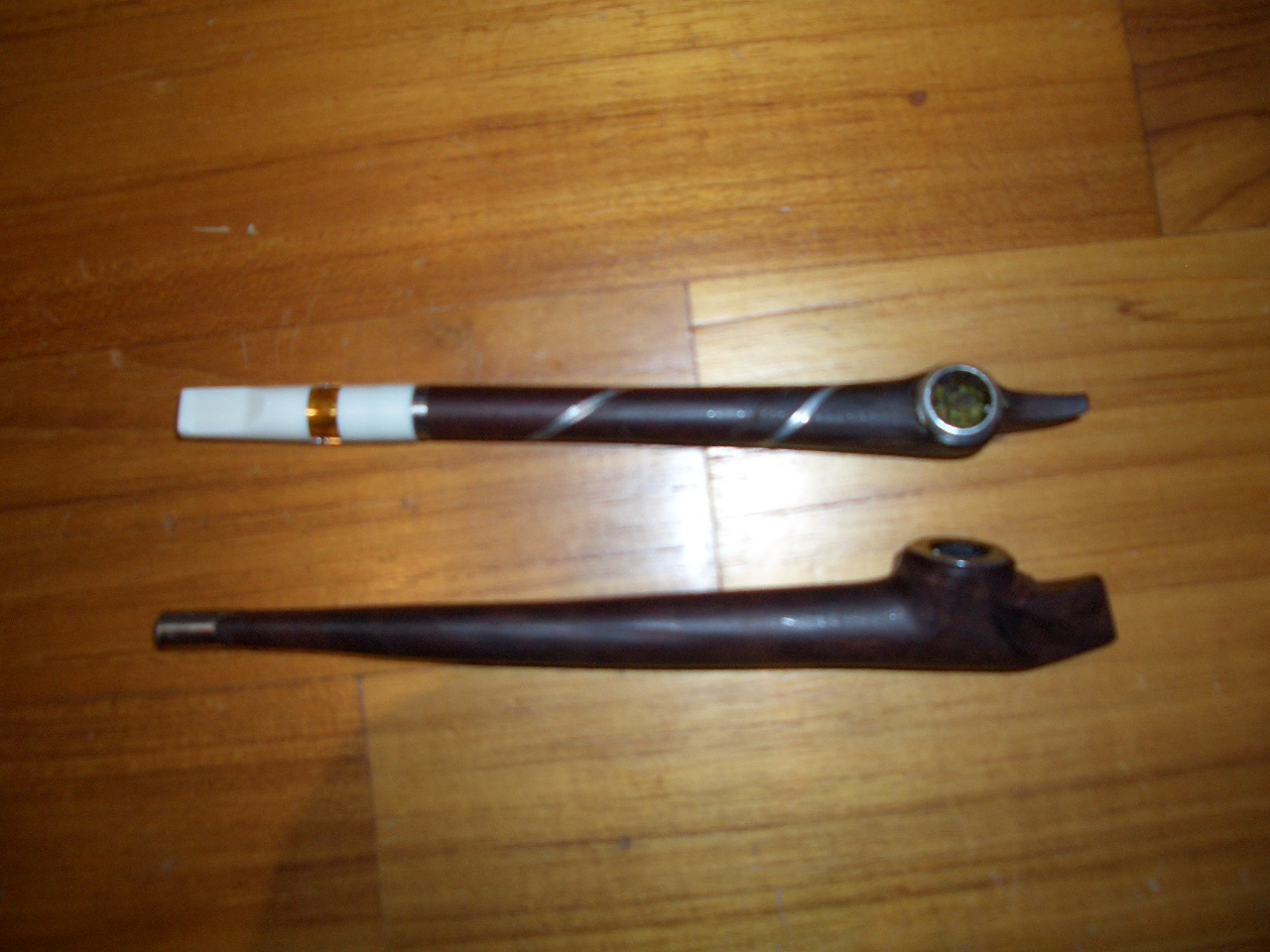
المدواخ (الإمارات العربية المتحدة)، يظهر مع أو بدون مرشح مثبت على الجذع. يُستخدم تقليديًا مع الدوخة، وهو منتج تبغ إيراني منخول مع خليط من الأعشاب الأخرى.

الضارب الواحد “one-hitter”(يسمى ايضًا : واحد"اوني"، أو مضرب"بات"، أو تاي، أو مضرب واحد"اوني بات" ، أو الذواق"تاستر") : هو عادةً أنبوب رفيع مع وعاء ضيق مُغطى مصمم لاستنشاق واحد، أو "ضربة"، من الدخان أو البخار من حصة صغيرة. (حوالي 25 ملغ) من زهرة القنب الساخنة أو أوراق التبغ أو أي مستحضر عشبي جاف ومنخل. ويتميز عن الأنابيب ذات الوعاء الكبير ذات الطراز الغربي المصممة للتبغ القوي الذي يتم حرقه ساخنًا وتذوقه ولكن لا يتم استنشاقه. بدلاً من ذلك، من خلال إبعاد لهب الولاعة بشكل صحيح أسفل الفتحة، يعمل مستخدمو المستنشقات في درجات حرارة التبخر، مما يقلل من نفايات الاحتراق والسمية.
تشمل الأصناف الوطنية التقليدية للأنابيب ذات الضارب الواحد كالوميت الأمريكيين الأصليين ("أنبوب السلام")، كيسيرو (اليابان)، ميدواخ (الشرق الأوسط)، السبسي (المغرب) وبعض التشيلوم الضيق (نيبال، الهند، جامايكا).
تم اعتبار الضارب الواحد من أدوات المخدرات في مناطق معينة.

## المخبأ

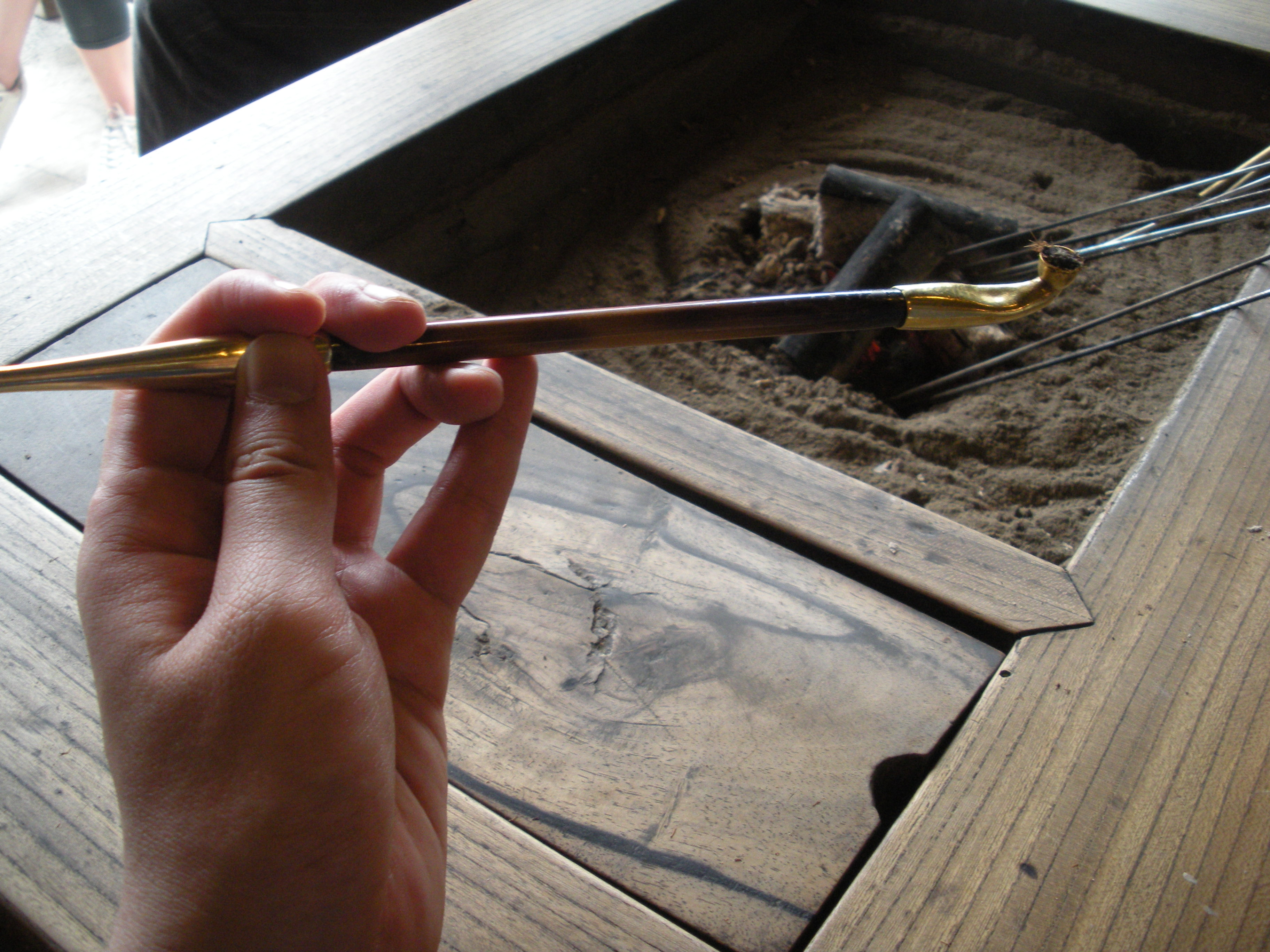
كيسيرو، برأس معدني مصنوع يدويًا وقطعة فم؛ يستخدم تقليديًا مع كيزامي، وهو منتج تبغ ياباني تمزيقه جيدًا

يتم تسويق العلامات التجارية للضارب الواحد (one-hitter) بحجم السجائر للاستخدام العام غير الواضح بعلبة خشبية مستطيلة (أو أسطوانية في بعض الأحيان)، تُعرف باسم "المخبأ"، مع جزأين، الأكبر لتخزين كمية من الأعشاب أو التبغ وأخرى أضيق وأسطوانية. فتحة لتخزين "المضرب" أو الأنبوب.

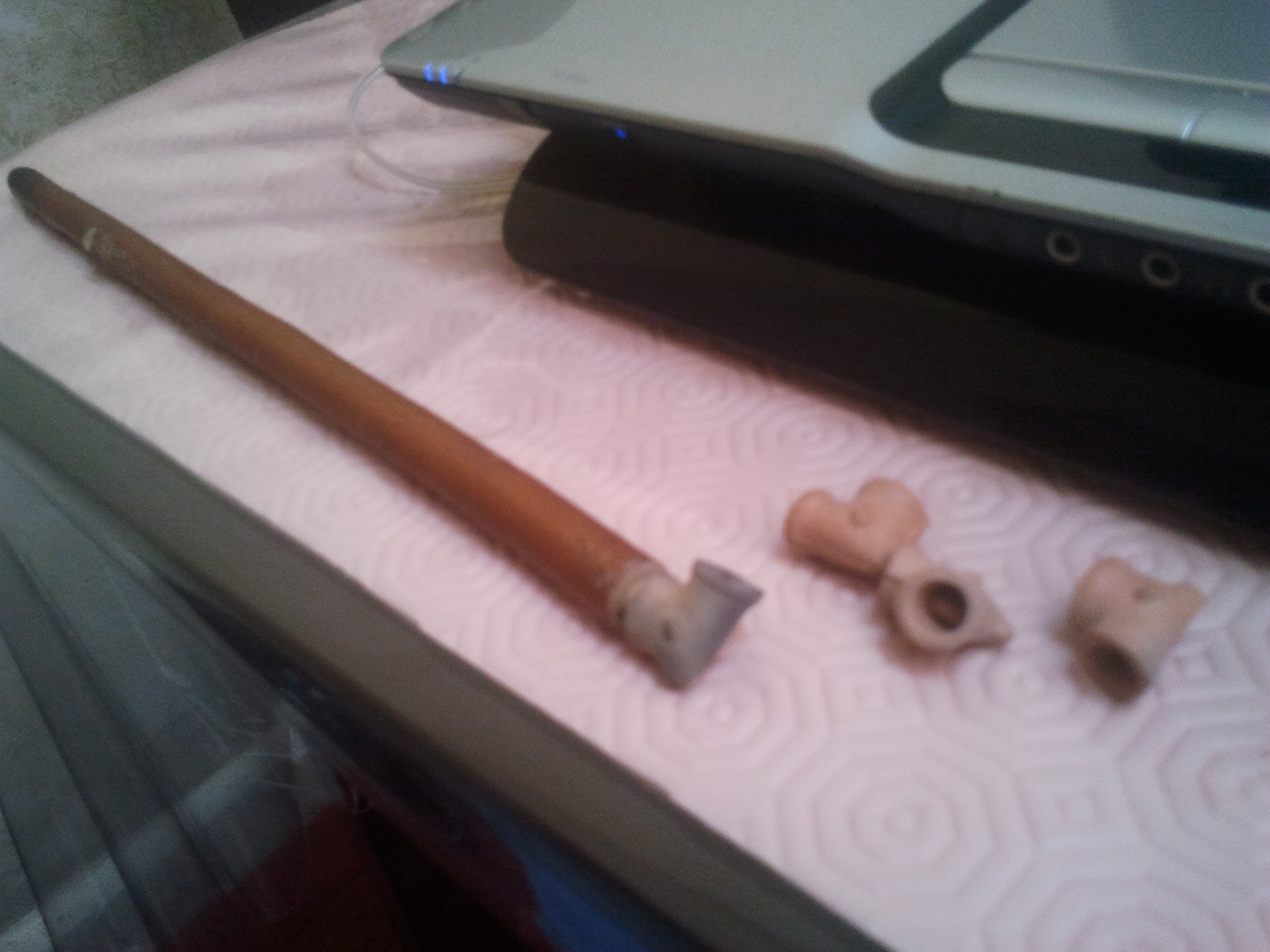
السبسي (المغرب) ذو رأس فوهة من الطين وأنبوب خشبي طويل

تستخدم التعديلات الحديثة من الشركات التي تركز على الحرف اليدوية الأخشاب الفاخرة والنادرة، أو العظام، أو الأكريليك، أو الألومنيوم، أو الفولاذ، أو التيتانيوم، أو معادن أو مواد بلاستيكية أخرى، مما يضيف ميزات مثل المطاحن أو تخزين البوكر أو التجاويف الأخف وزنًا. يتم حملها في جيب القميص، وهي "البديل" الملموس لعلبة السجائر عندما يتخلص الشخص من عادة التدخين.